# Historie veterinární patologie
Počátky medicíny z obecného hlediska a morfologických oborů zvláště, jsou úzce spjaty s vývojem anatomie. První pitvy byly prováděny ve starém Egyptě jako součást přípravy těl zemřelých pro mumifikaci a zároveň vedly k získávání poznatků o anatomii člověka. Jako první lékař vůbec je označován Imhotep, žijící v době faraóna Džosera z III. dynastie kolem r. 2600 př. n. l.
Starověký Egypt je historiky považován za kolébku odborné lékařské literatury. Právě v údolí řeky Nilu byla nalezena řada lékařských textů, svědčící o vysoké úrovni medicíny v období let 1900 – 1100 př. n. l. Významné místo mezi těmito památkami uchovanými na materiálu z bahenní rostliny zvané papyrus, zaujímá tzv. Kahunský zvěrolékařský papyrus. Zůstává dodnes nejstarší medicínskou odbornou písemnou památkou obsahující první racionální poznatky o nemocech a léčení zvířat. Jeho vznik je kladen do doby kolem roku 1850 př. n. l. Jedná se o neúplný a nesouvislý úryvek textu o nemocech skotu, psů, ryb a domácích ptáků. Názvy nemocí nejsou dosud spolehlivě rozluštěny, pouze u dvou je jisté, že se jedná o mor skotu a hlavničku.
Současník Sokratův a Platonův, řecký filozof a lékař Hippokrates (460 – 367 př. n. l.) považoval za příčinu nemocí disharmonii mezi čtyřmi tělesnými šťávami - krví (sanguis), žlutou (chole) a černou (melos) žlučí a hlenem (flegmou) a dyskrazií, špatné směšování stavebních jednotek živého organismu s tělesnými šťávami (tzv. humorální patologie). Uváděl, že eukrazii přitom udržuje životní duch (physis, pneuma). Hippokrates byl zakladatelem lékařské etiky; absolventi lékařských fakult dodnes skládají přísahu (Hippocratis iusiurandum), která je založena na jeho medicínských zásadách.
Démokritos (460 – 371 př. n. l.), materialistický filozof ale považoval za příčinu nemocí pouze poruchu vztahů mezi stavebními částicemi těla, atomy (tzv. solidární patologie). Zastáncem humorální patologie a zakladatelem komparativní medicíny byl i významný přírodovědec a lékař Aristoteles (384 –322 př. n. l.) Jeho dílo obsahuje osm svazků „Historia Animalium“ pojednávající o zvířecích chorobách. Je pravděpodobně prvním, který pozoroval vliv kastrace na růst zvířat. Jeho největším omylem bylo, že považoval za místo intelektu srdce.
Kolem roku 280 př. n. l. se střediskem řeckého lékařství stal Chrám múz (Múseion) v Alexandrii, kde působili nejvýznamnější představitelé alexandrijské lékařské školy Hérofilos z Chalkédonu a Erasistratos z Julis, kteří již měli pozoruhodné anatomické znalosti získané pitvami zvířat a pravděpodobně i lidí.
Vztah k mrtvému tělu zvířete či člověka souvisí u evropských národů s vývojem kultury spočívající na židovsko-křesťanských základech. Židé již ve starověku zjišťovali, zda u poražených zvířat nejsou známky nemocí. Jednu z prvních pitev lidského těla provedli studenti rabího Ismaela roku 100 našeho letopočtu.
V době Říma působil asi největší ze starověkých lékařů Galén (asi 130 – 200 n. l.), pocházející z řeckého Pergamonu. Studoval filozofii a medicínu. Stal se lékařem v gladiátorské škole, zabýval se léčbou zraněných gladiátorů a pitval zabitá zvířata, zejména opice a prasata, protože pitvání lidí bylo tehdy zakázáno. Kromě jiného prováděl i vivisekci k demonstracím fyziologických funkcí orgánů a zasloužil se o rozkvět flebotomie. Výsledky studií na zvířatech aplikoval do lidské medicíny. Není proto divu, že někdy dospěl k nesprávným závěrům o struktuře lidského těla. Byl osobním lékařem císaře Marka Aurelia. Je považován za průkopníka experimentální a komparativní medicíny. Proslul především léčbou mixturami exotických substancí („galenika“) a pouštěním žilou. Z jeho četných prací se patologie bezprostředně týká spis „De Locis Affectis“. Jeho největší zásluhou je vyvrácení staletí dogmaticky uznávaného Aristotelova omylu. Popsal funkce mozku, kraniálních nervů, funkci rekurentního nervu a autonomní nervové soustavy. Byl ale zatížen teologickými názory, např. uváděl, že každá anatomická struktura je perfektně stvořena ke svému účelu a že příroda je neomylný stvořitel.
Od pádu říše římské až do doby renesance nebylo možné provádět jakékoliv anatomické vyšetřování a proto se lékařská věda v té době téměř nevyvíjela.
V dobách raného křesťanství byl postoj církevních institucí k pitvám nepříznivý, i když formálně nebyly zakázány. Vzdor mnoha církevním překážkám se sporadicky pitvalo. První zdokumentovanou pitvu lidského těla provedl v roce 1315 Mondino de Luzzi v Bologni. Anatomické pitvy byly prováděny především na lékařské fakultě v Bologni, kde byla v roce 1316 sepsána první velká učebnice anatomie. Se vznikem univerzit ve 13. a 14. století se však začalo více doporučovat studium mrtvého těla. Pitvy se postupně šířily po celé Evropě, staly se podstatnou částí výuky medicíny, začaly být využívány pro soudní účely při stanovení příčiny úmrtí a byly navíc i veřejnou atrakcí. Prováděly se často ve speciálních aulách – anatomických divadlech. Až o století později, papež Sixtus IV., který býval studentem v Boloni a Padově, povolil papežskou bulou univerzitám v Tübingenu, Boloni a Padově provádění pitev lidských těl pro studijní účely, ovšem se souhlasem vrchnosti a církevních úřadů.
První pitva v Americe (v roce 1533 v Hispaniole, dnes v Dominikánské republice) měla náboženské důvody. Pitvána byla siamská dvojčata, aby bylo určeno, zda je třeba pokřtít jednu nebo dvě duše. Pitva prokázala dvoje vnitřní orgány, což svědčilo pro dvě duše a otec dvojčat musel zaplatit za dvojí křest.
Ve středověku byla přetrvávající humorální patologie ovlivněna primitivními náboženskými názory a teprve na začátku novověku, použitím analytické metody, se patologie začala zbavovat vlivu spekulativního myšlení tehdejších filosofů. K pokroku značnou měrou přispěl rozvoj přírodních věd, studium anatomie (Leonardo da Vinci, André Vesalius), embryologie a poznání úlohy samčího a samičího pohlaví v reprodukci.
Pitva a anatomie se staly populárním kulturním fenoménem. Centrem středověké medicíny v období renesance byl Padov. První zdokumentovanou veřejnou pitvu provedl v českých zemích Ján Jesenský v roce 1600. William Harvey (1578–1657) z Kentu, který byl žákem profesora anatomie na Padovské univerzitě Hieronyma Fabricia (asi 1533–1619), proslul kombinací vědecké přesnosti s vysokou uměleckou kvalitou svých „Tabulae Anatomicae“ (1627). Objev krevního oběhu a popis funkce srdce a cév „Exercitatio Anatomica de Motu Cordis et Circulatione Sanguinis in Animalibus“ vydaný v roce 1628 byl historickým milníkem v dějinách medicíny. Zásady humorální patologie byly tímto objevem vyvráceny. Zastáncem názorů W. Harveye a šiřitelem jeho objevů byl kontroverzní experimentátor a filosof René Descartes (1596–1650), který aplikoval fyzikální a matematické principy do studia fyziologie. Věřil myšlence reflexního oblouku a schopnosti oční čočky zaostřovat změnou svého tvaru. Jeho nejznámější knihou je učebnice mechanické filosofie „De Homine“. Tělesné funkce redukoval na systém, který je možno studovat pomocí matematiky, fyziky a mechaniky. Tvrdil, že tělo je řízeno myslí (duchem) prostřednictvím šišinky (epifýza).
V práci Williama Harveye pokračovali zejména zakladatel mikroskopické anatomie (histologie) Marcello Malpighi (1628–694) v Pise a Padově, který popsal architekturu kapilární sítě v ledvinách, ledvinné glomeruly a další do té doby neznámé mikroskopické struktury. Marcello Malpighi pracoval již za pomocí složitého, vícečočkového mikroskopu (o zvětšení až 300x), který sestrojil holandský génius, jeden z nejznámějších vědců 17. století, Holanďan z Oosteindu u Delftu, Antoni van Leeuwenhoek (1632–1723) a jeho spolupracovníci. Van Leeuwenhoek podal první ucelenou zprávu o červených krvinkách, objevil příčně pruhovaný sval a popsal řadu bakterií a prvoků.
Za zrod patologie (anatomické patologie) jako samostatného oboru se považuje vydání spisu „De sedibus et causis morborum per anatomem indagatis“, („O sídlech a příčinách nemocí anatomicky zjištěných“), který vydal profesor teoretické medicíny a poté anatomie Giovanni Battista Morgagni (1682–1771) v roce 1761 v Benátkách, jeden rok před otevřením „první veterinární školy“ v Lyonu. Popsané zásady vzájemného vztahu klinických projevů nemoci a pozorování strukturálních změn v orgánech zemřelých osob představují první vědecký systém v medicíně a staly se základem moderní diagnostické medicíny. Morgagni prováděl i experimenty na zvířatech k průkazu dynamického charakteru patogeneze. Byl první, který koreloval klinické příznaky nervového onemocnění s anatomickou lézí v mozku. Před Morgagnim lékaři považovali chorobu za poruchu rovnováhy tělesných tekutin a teprve pod vlivem jeho učení začali spojovat orgánové změny se specifickou chorobou. Práce Morgagniho vedla k nosologickému přístupu v systémové patologii a byla mezníkem v chápání onemocnění.
John Hunter (1728–1793), skotský lékař a prosektor, proslul nejenom komparativními studiemi za účelem léčení zvířat, ale zastával myšlenku jediné medicíny, tzn. že u lidí i zvířat existují analogické, vzájemně přenosné nemoci. Zasadil se o založení první veterinární školy v Británii, proslulé „Royal Veterinary College“ v Londýně (1791). Jeho nejznámějším dílem je „On the Blood, Inflammation and Gunshot Wounds“, publikované v roce 1794, kde uvádí, že zánět není samostatnou chorobou, ale užitečným, příznivým procesem, který následuje po „nějakém násilí“ nebo nějaké chorobě“. Jeho názor, že predispozice k nádorovému růstu je ve tkáni, platí dodnes. Jeho žákem byl Edward Jenner, který první použil léze kravských neštovic pro přípravu vakcíny proti neštovicím lidí.
Velké ztráty v chovech skotu ve Franci a Belgii na začátku 18. století způsobené morem, nutnost zlepšení zemědělské produkce, založení vojenské školy Ludvíkem XV. (Napoleon Bonaparte byl absolventem této školy) a nutnost lékařské péče o koně, zejména pak kontrola vozhřivky, a další okolnosti vedly k založení první veterinární školy v Lyonu, která byla otevřena 1. ledna 1762. Další školy byly založeny později v Alfortu, Toulouse a Nantes.
Počátky veterinárního školství a položení základů k nové profesi veterinárního lékaře v Rakousko-Uherské monarchii na konci 18. století byly dosti komplikované vzhledem k napětí, které panovalo mezi císařovnou Marií Terezií a armádou. Josef II. založil k potřebám armády ve Vídni nemocnici a školu koňské medicíny a chirurgie v roce 1766, první v německy mluvících zemích. Jejím vedením byl pověřen Ludovico Scotti, absolvent Lyonské školy.
Aby zvýšil úroveň veterinární školy, byl pozván do Vídně německý lékař Johann Gottlieb Wolstein (1738–1820). V Alfortu absolvoval studijní program veterinární medicíny a procestoval celou Evropu ve snaze získat zkušenosti s chovem zvířat, zejména koní a veterinární medicínou vůbec. Stal se pak zakládající a vůdčí osobností vídeňské veterinární školy. Jeho zásluhou byla také založena veterinární škola v Budapešti v roce 1787.
Věhlasní francouzští kliničtí anatomové konce 18. a začátku 19. století již věnovali značnou část své klinické práce autopsiím za účelem zjišťování a ověřování klinicko-patologických korelací. Především Maria Francois Xavier Bichat (1771–1802), vojenský lékař za Francouzské revoluce byl první, který použil termín „tkáně“ v moderním slova smyslu a trval na tom, že patologické změny postihují spíše buněčné tkáně než orgány. Byl názoru, že všechny tkáně mají schopnost nezávislého růstu a že rakovina je „rebelie“ či „vzpurné“ přerůstání specifické tkáně, které vede k malignitě. V jeho základním díle „Anatomie générale appliquée á la physiologie et á la médecine“ je vyjádřena snaha sloučit anatomii, fyziologii a patologii v jeden obor.
Založením Všeobecné nemocnice ve Vídni (1784) a v Praze (1790) byla na území Rakouska-Uherska vytvořena stálá místa prosektora a bylo úředně nařízeno provádět pitvy. Slavná vídeňská lékařská škola řízená královéhradeckým rodákem Karlem Rokytanským (1804–1878) prosadila patologii jako samostatný obor medicíny. V letech 1842–1846 vycházelo ve Vídni jeho základní dílo „Handbuch der pathologischen Anatomie“ (Příručka patologické anatomie). Jejich orgánová patologie, tzn. anatomické pojetí nemoci, v tehdejším lékařském světě dominovalo. Patologie se ve Vídni stala povinným výukovým předmětem od roku 1844. Karel Rokytanský společně se svým kolegou, plzeňským rodákem Josefem Škodou (1805–1881) se stali v poslední čtvrtině 19. století zakladateli vídeňské školy jako světového centra patologie a medicíny. Již v roce 1816 dělil vídeňský profesor J. E. Veith všeobecnou medicínu, jejímž předmětem je jednota života živých organismů, na medicínu humánní, veterinární a fytomedicínu. Život člověka tedy nemůže být oddělován od života ostatních organismů. Život je jen jeden a jedna má být jeho soustředěná ochrana – idea jediné medicíny (una sanitas – una medicina) je aktuální i v jednadvacátém století.
Disciplíny mikrobiologie, parazitologie a patologie se začaly efektivně vyvíjely až po roce 1844, kdy byla vyvinuta „vlhká“ čočka – pozorování v mikroskopu pomocí olejové imerze. Přes nesporný význam patologické anatomie pro výuku klinické diagnostiky, byla snaha o odhalení příčin nemocí neustále silnější. Nestačilo již pouhé statické pozorování jevů, ale anatomie se začala spojovat s fyziologií a patologická anatomie začala nabývat dynamického charakteru. Friedrich Gustav Jacob Henle (1809–1885) profesor v Göttingenu, anatom a patolog, kromě popisu mikroskopické struktury ledvin, epitelů, stanovil kritéria pro průkaz bakteriálního původu nemoci.
Berlínská lékařská škola byla založena dr. Johanesem Müllerem (1830), který ke studiu tkání začal aplikovat nově zaváděné mikroskopické techniky. V jeho práci pokračoval jeden z jeho žáků, Rudolf Virchow (1821–1902), který se stal vůdčím a nejvlivnějším patologem druhé poloviny 19. století. Poznání fyziologie a patologie buňky, ke kterému Virchow valnou měrou přispěl a evoluční základy vývoje druhů položené Darwinem (1859), zbavilo biologii redukce na pouhé fyzikální principy a dokládalo složitou organizaci životních dějů.
Německý patolog Rudolf Virchow „vymanil“ medicínu z dva tisíce let trvajícího poddanství řeckých a římských pověr a přeměnil ji na biologické povolání založené na vědeckých poznatcích. Virchow byl velmi mnohostranný, aktivně působil v medicíně, antropologii, archeologii a politice. Psal antropologická díla o hrobkách a lebkách staré Troje i studie o výchově žen. Je považován za vědeckého génia v několika vědních disciplínách, zejména v patologii; je označován za „otce“ celulární patologie, veterinární patologie, tvůrce a předchůdce moderní patologie. Jeho definice nemoci jako běhu vitálních jevů za změněných podmínek je i dnes poměrně výstižná. Jako prosektor lékařské fakulty univerzity v Berlíně projevoval značný zájem o veterinární medicínu a navštěvoval přednášky profesora Wernera Spinoly na Berlínské veterinární fakultě. Jeho zájem byl mimo jiné (jeho otec i další příbuzní byli řezníci a chovatelé zvířat) veden snahou ověřovat si své teorie a reprodukovat strukturální změny charakteristické pro lidská onemocnění pokusem na zvířeti.
Po revolučním roku 1848 v Prusku musel Virchow opustit Berlín, protože se postavil na stranu revolucionářů. V práci pokračoval už jako profesor patologické anatomie na Univerzitě ve Würzburgu, kde se věnoval své teorii buněčné patologie. Virchow již pracoval s mikroskopem vybaveným novým objevem, achromatickým objektivem, a snažil se prokázat, že organismus je buněčný stát a podstata nemoci je ve změně jednotlivých buněk (omnis cellula e cellula) . Vzájemné vztahy mezi buňkami se při této analýze však dostávaly do pozadí. Tím se prohloubily deskriptivní tendence v patologii v řadě následujících let takovým způsobem, že se označovaly jako „virchowiánství“. Jeho kniha, kompendium přednášek pro lékaře a studenty medicíny, zahrnující použití mikroskopie při studiu lidských onemocnění, „Die Cellular-pathologie in ihrer Begründung auf physiologische und pathologische Gewebelehre“ (Celulární patologie založená na fyziologické a patologické nauce o tkáních), byla vydána až po jeho návratu do Berlína v r. 1858. Kniha položila základy lidské a veterinární patologie.
Virchowův zájem o helmintologii a výsledky pokusů F. A. Zenkera, drážďanského patologa, přispěly k objasnění vývojového cyklu Trichinella spiralis. Jejich práce představovaly vědecký základ přenosu chorob zvířat na člověka požitím infikovaného masa. Průkaz trichinelózy jako nosologické jednotky a objevy patogenních bakterií, které se mohou množit v mase a v jiných potravinách, byly základem pro propagaci prohlídky masa porážených zvířat nejenom za účelem diagnostiky trichinelózy, ale i jiných přenosných chorob (cysticerkózy skotu a prasat, tuberkulózy, aktinomykózy aj.) Virchow vypracoval pravidla inspekce masa, která byla zavedena v Prusku od r.1875 a v celé Německé říši od roku 1900 a poté i v jiných zemích. Stanovil, že prohlídku masa mohou provádět pouze lékaři, veterináři nebo farmaceuti. Významným zastáncem a propagátorem rigorózního vědeckého přístupu v prohlídce masa se stal v Evropě berlínský profesor Robert von Ostertag (1864–1940). Je považován za „otce“ hygieny masa.
Experimenty na zvířeti v patologii prováděli také jiní patologové, zvláště Julius Friedrich Cohnheim (1839–1884), žák Virchowův, který položil základ k pozdější již samostatné disciplíně patologické (experimentální) fyziologii. Cohnheim také výrazně ovlivnil americkou patologii výchovou Williama Welshe, který se po svém návratu do USA stal prvním přednostou (1886) patologického ústavu nově založené Univerzity Johna Hopkinse.
V 80. letech devatenáctého století se v Evropě šířily epidemie nakažlivých chorob lidí a zvířat a neexistovala opatření, kterými by se mohlo čelit kontagiózním chorobám. Wilhelm Schütz, profesor patologie na berlínské veterinární fakultě, vypracoval pitevní techniku uhynulých zvířat a instrukce k zacházení s uhynulými zvířaty. Přitom již přihlížel k vypracovaným regulím a technice pitvy zemřelých lidí, které byly dílem R. Virchowa. Spolupracoval s Robertem Kochem (1843–1910) na jeho experimentech s tuberkulózou. Virchow poté participoval na vydání zákonných norem o postmortálním vyšetření lidí a zvířat. Značnou měrou se zasloužil a založení první katedry veterinární patologie v Berlíně v roce 1870. V té době Virchow publikoval jeden objev za druhým, studoval lidské nádory a významně se zasloužil o medicínskou terminologii. Jím navržené termíny jako trombóza, embolizace, mykóza, amyloid, leukocytóza, lymfosarkom, leukémie (1845) a další, se používají dodnes.
Žákem R. Virchowa a za otce veterinární patologie v Severní Americe je považován kanadský profesor medicíny Sir Wiliam Osler (1849–1919) objevitel krevních destiček, který pobýval v Prusku do roku 1874. V Montrealu do roku 1884 neúspěšně prosazoval povinnou prohlídku masa, která byla zavedena v Kanadě oficiálně až v roce 1907 a asi ve stejné době byla prosazena v USA.
V té době již pracovala na celém světě řada veterinárních laboratoří, které byly integrální součástí jatek ve velkých městech a zabývaly se patomorfologickým vyšetřováním zvířat.
Žáci W. Welshe již měli značný vliv na vývoj veterinární patologie v Severní Americe. William Feldman, vynikající veterinární patolog se stal prvním prezidentem American College of Veterinary Pathology (ACVP), která byla založena v roce 1948 americkými a kanadskými patology a tato organizace společně se svou sesterskou organizací v Evropě – European College of Veterinary Pathology (ECVP) založenou v roce 1995 a s japonskou JCVP, jsou v současné době hybnou silou vědeckého vývoje veterinární patologie.
V Praze byla zřízena první prosektura v roce 1837 a výuka patologie začala v roce 1842. První univerzitní ústav patologické anatomie založil Václav Treitz (1819–1872) v roce 1858. Jeho založení je považováno za významný přínos k vývoji celosvětové patologie a medicíny. Ve své době patřil ústav k nejmodernějším v Evropě. S kolegy profesora Treitze jako byli Vilém Dušan Lambl (1824–1895), Edwin Klebs (1834–1913), Edmund Weil a další, jsou spjaty významné objevy v zejména patologii infekčních chorob. (V. D. Lambl, profesor v Charkově a ve Varšavě proslul i jako cestovatel, spisovatel, aktivní vlastenec a politik).
Zakladatelem moderní české patologie je Jaroslav Hlava (1855–1924). Na české lékařské fakultě se stal prvním učitelem patologie. Byl to vynikající, v celém světě uznávaný badatel, který budoval dva obory současně – patologii a mikrobiologii. Usměrnil vývoj celé české medicíny. Byl čtyřikrát děkanem lékařské fakulty a v letech 1906 – 1908 rektorem Karlovy univerzity. V předválečném období se zasloužil o zdárný rozvoj veterinární patologie svými přednáškami v prozatímních pražských kurzech, které se konaly až do letního semestru 1919.
Nejvýznamnějším Hlavovým žákem byl Heřman Šikl (1888–1955), jeden ze zakladatelů histologie a průkopníků chirurgické patologie a vedle J. Hlavy také nejvýraznější postava české patologie. Jeho žákem a současně spolupracovníkem byl profesor Bohuslav Bednář (1916–1998). Ten je považován za nejvýznamnějšího a nejuznávanějšího reprezentanta poválečné československé patologie. Byl pokračovatelem ve vedení Hlavova ústavu I. lékařské fakulty UK v Praze.
Mezi Hlavovy žáky patří také patolog a mikrobiolog MUDr. Jan Lukeš (1885–1958), který byl v letech 1919–1925 prvním vedoucím patologicko-anatomického ústavu a od roku 1920 prvním profesorem všeobecné patologie, patologické anatomie a histologie na Vysoké škole zvěrolékařské v Brně. Po Lukešově odchodu na lékařskou fakultu Komenského univerzity v Bratislavě se stal vedoucím ústavu v roce 1926. MVDr. Karel Macek, (1885–1964), absolvent Vysoké školy zvěrolékařské ve Vídni z roku 1910. Na školu dojížděl z Ivanovic na Hané, kde pracoval jako patolog a bakteriolog ve Státním diagnostickém a séroterapeutickém veterinárním ústavu. Na brněnskou školu definitivně přešel až v srpnu 1934, již jako řádný profesor. Byl nejenom přednostou ústavu patologické anatomie, ale po předčasném úmrtí prof. Františka Ševčíka byl roce 1934 pověřen také vedením Ústavu pro bakteriologii, sérologii a hygienu domácích zvířat, jakož i pro nákazy zvířecí. Toto spojení velmi příznivě ovlivňovalo práci ústavu ve výzkumu aktuálních nakažlivých chorob zvířat. Po uzavření českých vysokých škol v roce 1939 byl prof. Macek pověřen také vedením Ústavu pro hygienu masa, mléka a potravin vůbec a po válce se do funkce přednosty ústavu patologie již nevrátil.
Veterinární patologie se v českých zemích rozvíjela na velmi dobrých základech vycházejících z koncepcí klasické německé patologie a z velmi dobré úrovně veterinárních věd v někdejší Rakousko-Uherské monarchii s hlavními centry ve Vídni a v Budapešti. Podstatnou měrou byla také ovlivněna vysokou úrovní české humánní patologické anatomie, obohacené po německém vzoru četnými komparativními prvky.

## Přehled přednostů Ústavu patologické morfologie Fakulty veterinárního lékařství v Brně
- Prof. MUDr. Jan Lukeš (1919 – 1925);
- prof. MVDr. Karel Macek (1926 – 1939);
- prof. MVDr. Vincenc Jelínek (1945 – 1962);
- prof. MVDr. Miloslav Zendulka (1962 – 1986);
- prof. MVDr. Lubomír Černý, DrSc. (1986 – 1989);
- doc. MVDr. Ladislav Groch, CSc. (1990 – 1993);
- prof. MVDr. Roman Halouzka, DrSc. Dipl. ECVP (1993 – dosud)